# Andreï Lavrik
Andreï Lavrik (en biélorusse : Андрэй Лаўрык, en russe : Андрей Лаврик), né le 7 décembre 1974 à Minsk en Biélorussie, est un footballeur international biélorusse, devenu entraîneur à l'issue de sa carrière, qui évoluait au poste de milieu défensif. 
Il est actuellement l'entraîneur du FK Berioza depuis 2015.

## Biographie

### Carrière de joueur
Andreï Lavrik dispute 8 matchs en Ligue des champions, huit matchs en Coupe des coupes, et six matchs en Ligue Europa.

### Carrière internationale
Andreï Lavrik compte 37 sélections et 1 but avec l'équipe de Biélorussie entre 1997 et 2005. 
Il est convoqué pour la première fois par le sélectionneur national Mikhail Vergeyenko pour un match des éliminatoires de la Coupe du monde 1998 contre la Écosse le 8 juin 1997 (défaite 1-0). Par la suite, le 9 février 2005, il inscrit son seul but en sélection contre la Pologne, lors d'un match amical (victoire 3-1). Il reçoit sa dernière sélection le 12 novembre 2005 contre la Lettonie (victoire 3-1).

## Palmarès

### En club
- Avec le Dynamo-93 Minsk
  - Vainqueur de la Coupe de Biélorussie en 1995

- Avec le Dynamo Minsk
  - Champion de Biélorussie en 1997

- Avec le Lokomotiv Moscou
  - Vainqueur de la Coupe de Russie en 2000 et 2001

- Avec le FK Aktobe
  - Champion du Kazakhstan en 2008 et 2009
  - Vainqueur de la Coupe du Kazakhstan en 2008

### Distinctions personnelles
- Meilleur joueur du Championnat de Biélorussie en 1997
- Élu Footballeur biélorusse de l'année en 1997